# Беннетт, Тодд
Тодд Энтони Беннетт (англ. Todd Anthony Bennett; 6 июля 1962, Саутгемптон, Великобритания — 16 июля 2013, Бартли, Хэмпшир, Великобритания) — британский легкоатлет, серебряный призёр Олимпийских игр (1984).

## Спортивная карьера
В 1981 г. на чемпионате мира среди юниоров победил на дистанции 400 м и стал серебряным призёром в эстафете 4×400 м. На летних Олимпийских играх в Лос-Анджелесе (1984) завоевал серебряную медаль в составе британского эстафетного квартета с общим результатом (2:59,13 мин.). Через четыре года на Играх в Сеуле (1988) в той же дисциплине стал пятым.
Среди других достижений легкоатлета: бронзовый призёр чемпионата мира в Хельсинки (1983) в эстафете 4×400 м, серебряный призёр чемпионата мира в помещении в Париже (1985); серебряный призёр чемпионата Европы в Афинах (1982) в эстафете 4×400 м; двукратный чемпион Европы в помещении на дистанции 400 м в греческом Пирее (1985) и бельгийском Льевене (1987). Также являлся двукратным чемпионом Игр Содружества: в австралийском Брисбене (1982) и в британском Эдинбурге (1986) в эстафете 4×400 м, серебряный призёр Игр в Эдинбурге на дистанции 200 м.
В 1985 г. установил рекорд мира в помещении на дистанции 400 м (45,56 сек.).
По завершении в начале 1990-х гг. из-за травм спортивной карьеры работал с юниорской сборной Великобритании по легкой атлетике команда и в течение четырёх лет был менеджером команды. С 2003 г. был тренером взрослой женской сборной, которая на летних Олимпийских играх в Афинах (2004) заняла четвёртое место в эстафете 4×400 м, показав по времени лучший для сборной Великобритании результат десятилетия. Также тренировал свою собственную группу спортсменов, добившуюся заметных успехов на международной арене.